# Eduard Keusch
Eduard Keusch (* 9. August 1941 in Böhlerwerk, Gemeinde Sonntagberg) ist ein ehemaliger österreichischer Politiker (SPÖ) und Angestellter. Er war von 1979 bis 2003 Abgeordneter zum Landtag von Niederösterreich.
Keusch besuchte nach der Volksschule eine Hauptschule und absolvierte danach eine Handelsschule. Er begann seine berufliche Laufbahn 1958 und war als Angestellter in Böhlerwerk (Gemeinde Sonntagberg) tätig. Keusch engagierte sich im politischen Bereich in seiner Heimatgemeinde Sonntagberg, wobei er die SPÖ-Sonntagberg zwischen 1975 und 1988 im örtlichen Gemeinderat vertrat. Zudem vertrat er die SPÖ Niederösterreich zwischen dem 19. April 1979 und dem 24. März 2003 im Niederösterreichischen Landtag und war vom 18. Dezember 1986 bis zum 16. April 1998 Obmannstellvertreter des Finanzkontrollausschusses.